# Eberhard von Gemmingen († 1419)
Eberhard von Gemmingen († 1419) war ein früher Angehöriger des Stamms B (Hornberg) der Freiherren von Gemmingen. Er hatte Besitz in Bürg und anderen Orten. Da er kinderlos blieb, trat er seinen Besitz schon zu Lebzeiten an zwei Neffen ab.

## Leben
Er war ein Sohn des Dieter d. J. († 1359) und der Anna von Gosheim. Der Vater hatte durch seine Ehe Besitz in Bürg erlangt und weiteren Besitz erworben. Eberhard konnte diesen Besitz mehren, unter anderem 1390 um eine Wiese in Reihen. Urkundlich wird er auch 1396 als Zeuge erwähnt, als zur Frage stand, ob der verstorbene Albrecht von Gemmingen seinen Besitzanteil in Gemmingen von Ulrich von Württemberg oder von Kraft von Hohenlohe als Lehen erhalten habe. Eberhard bezeugte, bei zwei Belehnungen durch die Hohenloher dabei gewesen zu sein. Da er unverheiratet war, hat er schon 1400 seinen Neffen Eberhard und Gerhard, den Söhne seines Bruders Gerhard d. Ä., seine Güter übergeben, die ihn darauf wieder in seine Güter einsetzten. Nochmals vollzog sich dies 1404 für die Hälfte von Bürg. Eberhard blieb ledig, starb 1419 und wurde in Gemmingen im Grab des Vaters bestattet.
Der Neffe Gerhard d. J. († 1428) hatte nur Töchter und der Neffe Eberhard d. J. starb 1426 relativ jung, so dass dessen Sohn Eberhard der Taube († 1479) schon in jungen Jahren viel Besitz auf sich vereinte.